# Pop-up knjiga
Izraz Pop-up knjiga često se primjenjuje na bilo koju knjigu s trodimenzionalnim stranicama, iako ispravno krovni izraz pomična knjiga obuhvaća skočne slike, transformacije, knjige iz tunela, zakrpe i više, od kojih se svaka izvodi na drugačiji način. Također su uključene, jer koriste iste tehnike, trodimenzionalne čestitke.

## Vrste pop-up knjiga
Izgled i stvaranje takvih knjiga u umjetnosti ponekad se naziva i "inženjering papira". Ovu uporabu ne treba miješati s tradicionalnim inženjeringom papira, inženjeringom sustava za masovnu proizvodnju proizvoda od papira.
Umjetnički aspekt proizvodnje papira povezan je s origamijem u tome što obje umjetnosti koriste presavijeni papir. Međutim, origami u svom najjednostavnijem obliku ne koristi škare ili ljepilo i obično se izrađuje od vrlo sklopivog papira; nasuprot tome, skočne slike se više oslanjaju na ljepilo, rezanje i čvrste zalihe karata. Ono što im je zajedničko je sklapanje.

### Animirane knjige
Animirane knjige kombiniraju tri elementa: priču, obojene ilustracije koje uključuju tekst i "dvije ili više animiranih ilustracija sa svojim mehanizmima za kretanje koji djeluju između udvojene stranice." Godine 1938. animacije Julian Wehra za dječje knjige patentirane su kao "pokretne ilustracije" koje pokretom slike istodobno pomiču gore i dolje i vodoravno.

### Transformacije
Transformacije prikazuju prizor sastavljen od vertikalnih letvica. Kad čitač povuče karticu sa strane, letvice se prevlače jedna ispod druge kako bi se "transformirale" u posve drugačiji prizor. Ernest Nister, jedan od ranih autora engleske dječje knjige, često je proizvodio knjige isključivo o transformacijama. Mnogo njih reproducirao je Metropolejski[vjerojatno krivi prijevod sa srp.] muzej umjetnosti.

### Knjige tunela
Knjige tunela (koje se nazivaju i knjige peepshow-a) sastoje se od skupa stranica povezanih s dvije presavijene koncertne trake sa svake strane i gledanih kroz otvor na naslovnici. Otvori na svakoj stranici omogućuju gledatelju da pogleda cijelu knjigu straga, a slike na svakoj stranici zajedno rade na stvaranju dimenzionalne scene iznutra. Ova vrsta knjige potječe iz sredine 18. stoljeća, a bila je inspirirana kazališnim scenskim scenama. Tradicionalno su ove knjige često nastajale u spomen na posebne događaje ili se prodavale kao suveniri turističkih atrakcija. (Izraz "knjiga tunela" proizlazi iz činjenice da su mnoge od tih knjiga napravljene u spomen na zgradu tunela ispod rijeke Temze u Londonu sredinom 19. stoljeća.) U Sjedinjenim Državama su izrađene knjige tunela za takve atrakcije kao svjetski sajmovi i njujorški botanički vrtovi.
Nedavno je oblik knjige tunela oživjela umjetnica knjige Carol Barton i drugi kao skulpturalni oblik knjige. Umjetnike zanimaju ne samo unutrašnji pogledi knjige, već i tretiranje bočnih harmonika i korica kao informativne i vizualne površine. Izbor knjiga iz tunela Carol Barton arhiviran je u posebnim zbirkama knjižnice James Branch Cabell sa sveučilišta Virginia Commonwealth.

## Povijest
Publika za rane pokretne knjige bili su odrasli, a ne djeca. Prvi poznati pokret u knjizi stvorio je benediktinski redovnik Matthew Paris u svojoj Chronica Majora, koja pokriva razdoblje koje započinje 1240. godine. Pariz je priložio volvelles na neke stranice koje su redovnici koristili za izračun svetih dana. Nagađa se da je katalonski mistik i pjesnik Ramon Llull s Majorke također koristio volvelles za ilustraciju svojih teorija u ranom 14. stoljeću, ali niti jedan fizički primjer papirnatog volvellea koji je stvorio nikada nije dokumentiran. Kroz stoljeća su se volvoli koristili u tako raznolike svrhe kao što su podučavali anatomiju, izrađivali astronomska predviđanja, stvarali tajni kod i pričali o sreći. Do 1564. godine objavljena je još jedna pokretna astrološka knjiga pod nazivom Cosmographia Petri Apiani. U sljedećim godinama medicinska struka koristila se ovaj format, ilustrirajući anatomske knjige slojevima i preklovima koji prikazuju ljudsko tijelo. Engleski dizajner krajolika Capability Brown upotrijebio je zaklopke da bi ilustrirao "prije i poslije" pogleda na svoje dizajne.
Stranica sa skočnim dijelom u knjizi Traktat o perspektivi Thomasa Maltona Starijeg (1775.)
Iako se može dokumentirati da su knjige s pokretnim dijelovima korištene stoljećima, one su se gotovo uvijek koristile u znanstvenim radovima. 1775. Thomas Malton, stariji, objavio je Kompletan traktat o perspektivi u teoriji i praksi, o načelima dr. Brooka Taylora. Kompletan traktat o perspektivi najstarija je poznata komercijalno proizvedena pop-up knjiga jer sadrži mehanizme trodimenzionalnog papira. Skočni prozori aktiviraju se povlačenjem niza i oblikuju geometrijske oblike koji služe čitatelju da shvati koncept perspektive.
Tek su se u 18. stoljeću te tehnike primjenjivale na knjige namijenjene zabavi, posebno djeci. 
Veliki iskorak na polju pop-up knjiga dogodio se 1929. godine objavljivanjem dnevne emisije Daily Express za djecu br. 1 „sa slikama koje izviru u obliku modela“. To su proizveli Louis Giraud i Theodore Brown. Uslijedila su još četiri Daily Express godišnjaka, a zatim je Giraud osnovao svoju izdavačku kuću, Strand Publications, ovo je proizvelo revolucionarnu seriju knjiga Bookano. Bookano knjige smatraju se prvim, istinskim pop-up knjigama za djecu jer se skočni prozori mogu gledati s punih 360 stupnjeva, a ne samo s prednje strane okrenute prema gledatelju. Bilo je sedamnaest Bookanosa prije nego što je serija prestala smrću Girauda 1949.
Izložba pop-up knjiga, čija je autorica Carol Barton, prikazana je u muzeju Cooper-Hewitt u New Yorku Smithsonian Institution. Njene pop-up knjige, pokretne knjige i knjige tunela nalaze se u zbirkama muzeja Getty, muzeja Viktoria i Albert u Londonu, The Smithsonian Institucija i Muzej moderne umjetnosti.

## Asocijacije
Od 1993. godine Društvo pokretnih knjiga pruža forum umjetnicima, prodavačima knjiga, proizvođačima knjiga, kolekcionarima, kustosima i drugima za razmjenu entuzijazma i razmjenu informacija o skočnim i pokretnim knjigama. Organizacija također dodjeljuje nagrade u industriji za najboljeg inženjera papira (trgovine i knjige umjetnika) i izvrsnosti u tehničkom radu papira od strane studenta ili diplomiranog studenta.